# Stazione di Balangero
La stazione di Balangero è una stazione ferroviaria della ferrovia Torino-Ceres. Si trova a Balangero, nella città metropolitana di Torino.
Precedemente gestita dal Gruppo Torinese Trasporti (GTT), dal 1 gennaio 2024 è gestita da Rete Ferroviaria Italiana (RFI).

## Storia
La stazione fu costruita nel 1876 secondo il progetto dell'ingegner Emanuele Borrella, prendendo spunto, come per Nole e Mathi, dalla stazione di Borgaro.

## Strutture e impianti
La stazione consiste di un edificio con corpo principale a tre piani fuori terra, tetto a falde con struttura in legno e rivestimento in coppi; è presente il coronamento del tetto in legno e la struttura è in mattoni. C'è una pensilina a falda unica in ghisa con rivestimento in lamiera addossata al fabbricato.
È presente una tettoia coperta in cemento armato e copertura in acciaio.
La stazione ha due binari.

## Servizi
La stazione dispone di:
- Biglietteria
- Servizi igienici